# Diócesis de Marbel
La diócesis de Marbel (en latín: Dioecesis Marbeliana, en inglés: Roman Catholic Diocese of Marbel y en cebuano: Diyosesis sa Marbel) es una circunscripción eclesiástica de la Iglesia católica en Filipinas. Se trata de una diócesis latina, sufragánea de la arquidiócesis de Cotabato. Desde el 28 de abril de 2018 su obispo es Cerilo Allan Uy Casicas.

## Territorio y organización
La diócesis tiene 10 000 km² y extiende su jurisdicción sobre los fieles católicos de rito latino residentes en la isla de Mindanao en la provincia de Cotabato del Sur, Sarangani y Sultán Kudarat (las 3 en la región de Mindanao Central). 
La sede de la diócesis se encuentra en la ciudad de Koronadal (municipio de Marbel), en donde se halla la Catedral de Cristo Rey.
En 2019 en la diócesis existían 29 parroquias.

## Historia
La prelatura territorial de Marbel fue erigida el 17 de diciembre de 1960 con la bula Quod praelaturae del papa Juan XXIII, obteniendo el territorio de la prelatura territorial de Cotabato (hoy arquidiócesis). Originalmente era sufragánea de la arquidiócesis de Cagayán de Oro.
En 1963 se estableció el seminario diocesano.
El 29 de junio de 1970 pasó a formar parte de la provincia eclesiástica de la arquidiócesis de Davao.
En 1973 estalló un conflicto entre la población musulmana y la población cristiana. La Iglesia católica trató de superar las tensiones ofreciendo refugio a los musulmanes y denunciando en algunos casos las atrocidades cometidas contra ellos. El conflicto se agravó con la intervención de los militares, quienes impusieron la ley marcial y fueron culpables de reiterados abusos contra la población.
El 5 de noviembre de 1979 se convirtió en sufragánea de la arquidiócesis de Cotabato.
El 15 de noviembre de 1982 la prelatura territorial fue elevada a diócesis con la bula Cum Decessores del papa Juan Pablo II.

## Estadísticas
Según el Anuario Pontificio 2020 la diócesis tenía a fines de 2019 un total de 1 605 000 fieles bautizados.
| Año                                                                             | Población            | Población | Población      | Sacerdotes | Sacerdotes    | Sacerdotes    | Bautizados por sacerdote | Diáconos permanentes | Religiosos | Religiosos | Parroquias |
| Año                                                                             | Bautizados católicos | Total     | % de católicos | Total      | Clero secular | Clero regular | Bautizados por sacerdote | Diáconos permanentes | Varones    | Mujeres    | Parroquias |
| ------------------------------------------------------------------------------- | -------------------- | --------- | -------------- | ---------- | ------------- | ------------- | ------------------------ | -------------------- | ---------- | ---------- | ---------- |
| 1970                                                                            | 410 795              | 470 611   | 87.3           | 35         | 3             | 32            | 11 737                   |                      | 64         | 85         | 14         |
| 1980                                                                            | 599 602              | 705 413   | 85.0           | 41         | 24            | 17            | 14 624                   |                      | 63         | 79         | 18         |
| 1990                                                                            | 908 664              | 1 135 830 | 80.0           | 46         | 32            | 14            | 19 753                   |                      | 40         | 67         | 23         |
| 1999                                                                            | 1 072 669            | 1 390 770 | 77.1           | 70         | 55            | 15            | 15 323                   |                      | 33         | 105        | 22         |
| 2000                                                                            | 1 081 035            | 1 401 992 | 77.1           | 73         | 56            | 17            | 14 808                   |                      | 35         | 110        | 22         |
| 2001                                                                            | 1 166 701            | 1 513 094 | 77.1           | 73         | 56            | 17            | 15 982                   |                      | 35         | 110        | 23         |
| 2002                                                                            | 1 167 049            | 1 513 094 | 77.1           | 77         | 57            | 20            | 15 156                   |                      | 34         | 93         | 23         |
| 2003                                                                            | 1 184 554            | 1 535 790 | 77.1           | 76         | 57            | 19            | 15 586                   |                      | 36         | 119        | 24         |
| 2004                                                                            | 1 202 322            | 1 558 826 | 77.1           | 80         | 62            | 18            | 15 029                   |                      | 35         | 117        | 24         |
| 2013                                                                            | 1 427 940            | 1 893 187 | 75.4           | 84         | 60            | 24            | 16 999                   |                      | 58         | 136        | 26         |
| 2016                                                                            | 1 525 675            | 1 931 235 | 79.0           | 84         | 57            | 27            | 18 162                   |                      | 60         | 138        | 27         |
| 2019                                                                            | 1 605 000            | 2 029 000 | 79.1           | 87         | 60            | 27            | 18 448                   |                      | 75         | 136        | 29         |
| Fuente: Catholic-Hierarchy, que a su vez toma los datos del Anuario Pontificio. |                      |           |                |            |               |               |                          |                      |            |            |            |

## Episcopologio
- Charles Quentin Bertram Olwell, C.P. † (19 de enero de 1961-18 de noviembre de 1969 renunció)
- Reginald Edward Vincent Arliss, C.P. † (18 de noviembre de 1969- 1 de octubre de 1981 retirado)
- Dinualdo Destajo Gutierrez † (1 de octubre de 1981 por sucesión-28 de abril de 2018 retirado)
- Cerilo Allan Uy Casicas, desde el 28 de abril de 2018